# Вебер, Карл Карлович
Карл Карлович Вебер (1855—1911) — российский инженер-технолог, писатель технических трудов конца XIX века.
Издал ряд сочинений-руководств для техников, хозяев и промышленных училищ.

## Труды
Экономической и исторической стороны производств Вебер касается мало, а рассматривает преимущественно техническую их сторону. Помимо статей в специальных журналах, Веберу принадлежат следующие труды:
- «Крахмальное и декстринное производство» (1881);
- «Солодовенное производство» (1884);
- «Маслобойное производство» (1887);
- «Крахмальное и паточное производства» (1885);
- «Плодовое и ягодное виноделие и его значение для России» (1888);
- «Практическое руководство по лесопильному производству» (1890);
- «Винокуренное производство» (1891);
- «Лён, его возделывание и обработка» (1891);
- «Сооружение сельскохозяйственных, лесных, заводских и вообще промышленных подъездных путей» (1892);
- «Нужды нашего народного хозяйства» (1892).